# Славутич (дельтапланы)
«Славутич» — серия сверхлёгких дельтапланов ОКБ Антонова.

## История
Общественным конструкторским бюро создана серия дельтапланов «Славутич» в 1976, в дальнейшем проектировались отделением сверхлёгкой авиации при ОКБ имени О. К. Антонова. Создавали эту уникальную технику согласно авиационным требованиям и законам, с продувкой дельтапланов в аэродинамической трубе ЦАГИ. Успешная деятельность творческого коллектива была замечена и в дальнейшем поддержана Олегом Константиновичем Антоновым, благодаря которому в составе руководимого им опытного конструкторского бюро (ОКБ) и появилось отделение сверхлёгких летательных аппаратов, практически первое в Советском Союзе профессиональное подразделение, занятое проектированием и производством мотодельтапланов, дельтапланов и парапланов.
В 1978-1979 годах в отделении СЛА был создан первый в стране серийный дельтаплан «Славутич-УТ», который в течение нескольких лет выпускали на Иркутском авиационном заводе. В 1980-х годах дельтапланы «Славутич-Спорт-5,-7,-9,-11» использовались для тренировок и соревнований сборными СССР и союзных республик. Серийное производство этих аппаратов было развернуто в Стахановском ПО «Вагоностроение», Черкасском ПО «Фотоприбор», Ростовском ПО «Вертолёт» и на авиазаводе в городе Комсомольск-на-Амуре.
В 1980-1984 годах в отделении СЛА создан мотодельтаплан «Славутич-М-1» с модифицированным крылом дельтаплана «Славутич-УТ» и переделанным под воздушное охлаждение двигателем лодочного мотора «Нептун-23». На основе базовой модели разработана целая гамма летательных аппаратов «Славутич»:
- «М-2» — одноместный с двигателем Robin EC 33;
- «М-2Л» — с лыжным шасси;
- «М-2Г» — с поплавковым шасси;
- «М-2Б» — буксировщик дельтапланов с двигателем Robin EC 44.

В тот же период разработан и мотопараплан «Славутич-М-2ПП» — один из первых в СССР.